# Dr Jekyll i pan Hyde (film 2008)
Dr Jekyll i pan Hyde (Dr Jekyll and Mr Hyde) – kanadyjski telewizyjny film grozy z 2008 roku. Film jest uwspółcześnioną adaptacją noweli Roberta Louisa Stevensona o tym samym tytule.

## Treść
Naukowiec Henry Jekyll jest neurologiem pragnącym odkryć zależność między wewnętrznym złem i dobrem a powstawaniem i leczeniem chorób. Z rzadkiego amazońskiego kwiatu, tworzy substancję, po której wypiciu ujawniają się złe cechy jego osobowości – staje się panem Hyde’em. Miastem wstrząsają brutalne morderstwa. Jekyll szuka pomocy u przyjaciela i młodej prawniczki, Claire. Tym dwojgu trudno jest uwierzyć, że Jekyll i Hyde to dwie osoby żyjące w jednym ciele.

## Obsada
- Dougray Scott – Dr Jekyll / Pan Hyde
- Krista Bridges – Claire Wheaton
- Tom Skerritt – Gabe Utterson
- Danette Mackay – Pani Poole
- Cas Anvar D.A. – Ellen McBride
- David Detektyw – Newcombe
- Vlasta Vrana – Sędzia Shoehan
- Kathleen Fee – Pani Lanyon
- Adrianne Richards – prostytutka